# خوسيه ماريا هرنانديز غونزاليس
خوسيه ماريا هرنانديز غونزاليس (بالإسبانية: José María Hernández González)‏ هو كاهن كاثوليكي مكسيكي، ولد في 17 يناير 1927، وتوفي في 19 يناير 2015 في سيلايا في المكسيك.